# Corfinio
Corfinio ist eine Gemeinde mit 957 Einwohnern (Stand 31. Dezember 2023) in den italienischen Abruzzen  nördlich von Sulmona. In der Antike hieß der Ort Corfinium. Die Ortschaft liegt innerhalb des Majella-Nationalparks.

## Geschichte
Das antike Corfinium war ein Ort der marsischen Päligner im Tal des Aternus. Im Bundesgenossenkrieg gegen Rom war es die Hauptstadt der Italiker und wurde in Italica oder Italia umbenannt. Als nach dem Ende des Krieges die italischen Bundesgenossen das römische Bürgerrecht erhielten, wurde Corfinium ein Municipium, das zur Tribus Sergia gehörte. Zu Beginn des Bürgerkriegs 49 v. Chr. war Corfinium ein Stützpunkt der Senatspartei, der von Gaius Iulius Caesar erobert wurde, wobei er seine gefangenen Gegner begnadigte. In der Kaiserzeit gehörte Corfinium zur 4. Region und lag am Kreuzungspunkt der Via Valeria und der Via Claudia Nova.
Der moderne Ort liegt nördlich der antiken Stadt.

## Sehenswürdigkeiten

### Antike Überreste
Von der antiken Stadt sind Reste eines Bades, zweier Aquädukte und einige Gräber erhalten.

### Basilika San Pelino

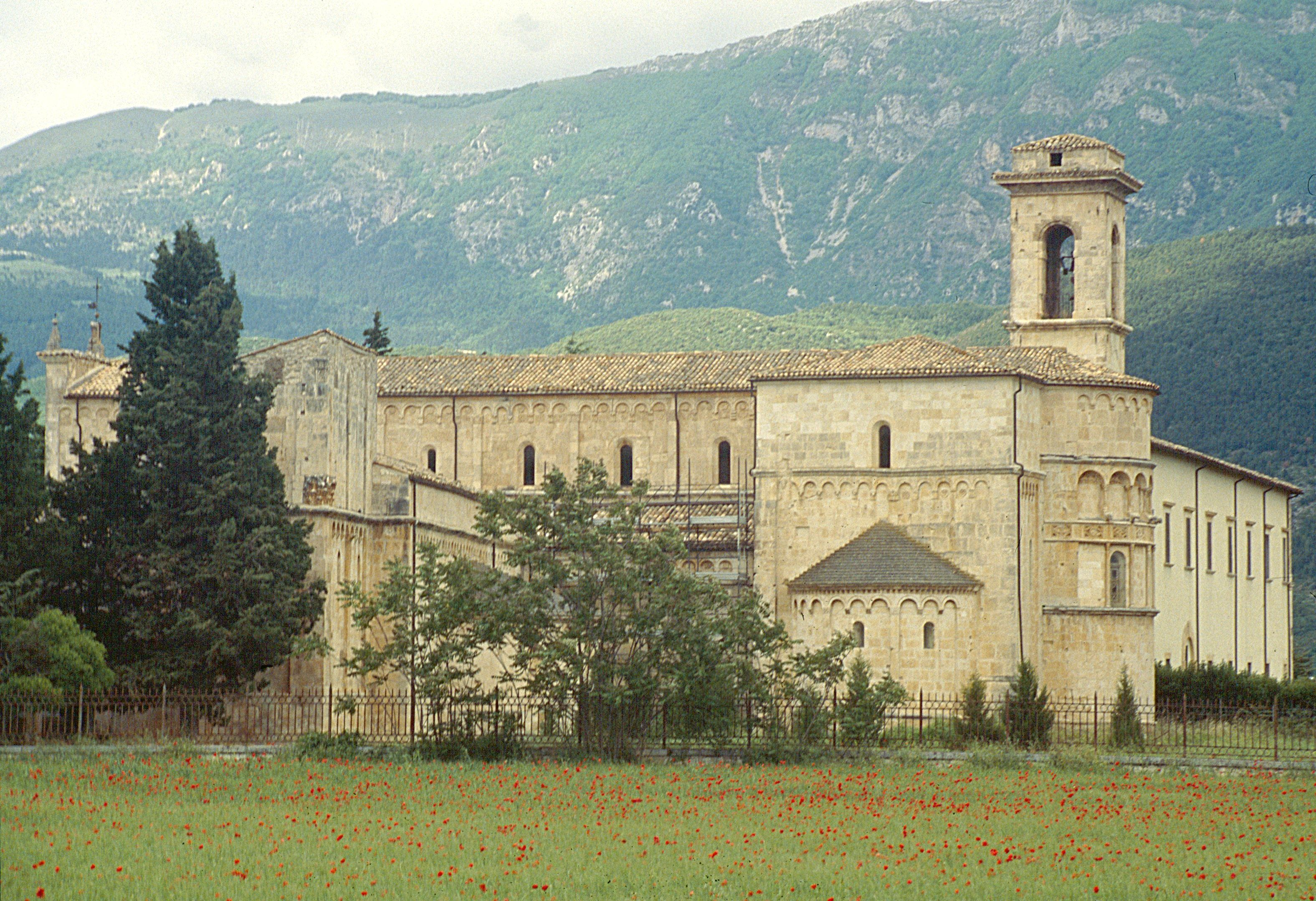
San Pelino

Das bedeutendste Kunstwerk des Ortes ist die 'Basilika Valvense' oder San Pelino, eine der Kathedralen des Bistums Valva. Der erste Bau der Kirche entstand 1104–1124. 1229 gab es einen Brand. 
Der älteste heute noch erhaltene Teil ist der schräg auf der Mitte der rechten Flanke herausragende Trakt des sog. Oratorium S. Alessandro, dessen Turm zu Beginn des 12. Jahrhunderts errichtet wurde. Bemerkenswert sind die Transennenfenster auf den Apsisseiten. Sie waren bis zur Restaurierung 1917 noch vermauert. Die Kanzel hat große Ähnlichkeit mit der von San Clemente a Casauria. Erhalten sind hier auch die selten anzutreffenden Kapitelle an den Ecken, die in der Regel Kerzen hielten.

## Weinbau
In der Gemeinde werden Reben der Sorte Montepulciano für den DOC-Wein Montepulciano d’Abruzzo angebaut.